# Universitat de Califòrnia a Los Angeles

The seal of the University of California, Los Angeles (UCLA)

La Universitat de Califòrnia a Los Angeles, més coneguda en anglès com a UCLA o University of California, Los Angeles, ubicada al barri de Westwood de la ciutat de Los Angeles, Califòrnia, Estats Units és una universitat pública destinada a la formació acadèmica i a la recerca científica. Va ser fundada l'any 1919 com a nou campus meridional de la Universitat de Califòrnia. És considerada com una de les universitats més emblemàtiques dins el sistema universitari de Califòrnia (juntament amb la Universitat de Califòrnia a Berkeley). La UCLA és una de les universitats més capdavanteres de tot el món, en el Rànquing de Xangai de 2021 estava classificada la 5a del mon i quarta dels Estats Units, ocupant en 2011 el quart lloc en el rànquing d'universitats amb més impacte. Fins ara, membres i alumni d'UCLA han obtingut 14 premis Nobel.
La universitat ofereix uns 300 programes per a estudiants de grau i de postgrau dins una àmplia gamma de disciplines. Compta amb uns 26.000 estudiants de postgrau i uns 11.000 estudiants de grau provinents dels Estats Units i d'arreu del món. La Universitat s'especialitza en arts liberals i ciències, organitzant-se en cinc colleges o facultats per a estudiants de postgrau, set escoles tècniques i cinc escoles de formació professional de les ciències de la salut.